# Virginia City (Montana)
Virginia City è una città degli Stati Uniti d'America situata in Montana, nella Contea di Madison di cui è capoluogo.